# Distrikt Simbal
Der Distrikt Simbal liegt in der Provinz Trujillo in der Region La Libertad in West-Peru.
Der 390,55 km² große Distrikt wurde am 24. Juni 1824 gegründet. Beim Zensus 2017 lebten 4061 Einwohner im Distrikt. Im Jahr 1993 lag die Einwohnerzahl bei 3600, im Jahr 2007 bei 4082. Verwaltungssitz ist die 28 km nordöstlich von Trujillo auf einer Höhe von 576 m gelegene Ortschaft Simbal mit 874 Einwohnern (Stand 2017).

## Geographische Lage
Der Distrikt Simbal liegt im Nordosten der Provinz Trujillo. Er liegt an der Westflanke der peruanischen Westkordillere. Die Río-Moche-Zuflüsse Quebrada Cahuay, Río Ñari, Río Sinsicap und Río La Cuesta durchfließen den Distrikt. Entlang der südlichen Distriktgrenze verläuft der Río Moche. Die Berge erreichen im Distrikt Höhen von über 3000 m. Der Distrikt Simbal grenzt im Nordwesten an den Distrikt Chicama (Provinz Ascope), im Norden an den Distrikt Sinsicap, im Osten an den Distrikt La Cuesta (beide in der Provinz Otuzco), im Süden an die Distrikte Poroto und Laredo sowie im Westen an den Distrikt Huanchaco.